# 名古屋北部青年ユニオン
名古屋北部青年ユニオン（なごやほくぶせいねんユニオン）は、2008年12月に数名の非正規労働者が集まり結成された労働組合である。
全労連の一組織であり、正式名称は全労連・全国一般愛知地方本部あいち支部名古屋地域分会名古屋北部青年ユニオンである。

## 概要
結成当初は派遣切りが横行していた時期でもあり、派遣切りで解雇された人が沢山いた。今は派遣切りされた人だけでは無く正社員でも相談・組合加入している。年齢も幅広く40代・50代の組合員もいるが、執行部は30代が中心であり、青年層主体の労働組合である。

## 発足当初と現状
発足当初は、派遣切りが横行していた時期であり、派遣会社との団体交渉や派遣先・派遣会社に対しての訴訟を中心に展開していた。その一つとして現在でも三菱電機派遣切り裁判を展開しており、また、その他派遣社員の正社員化の実績もある。
なお、三菱電機派遣切り裁判は2011年11月2日に名古屋地方裁判所で判決が言い渡され、派遣先である三菱電機の違法性を認めたが、派遣労働者であった原告の直接雇用は認めなかった。従って、原告も被告も判決内容を不服として控訴し、現在、名古屋高等裁判所で審理中である（2013年1月判決予定）。
その後、正社員の労働紛争にも関わるようになり、ノウハウを蓄積していく中で、活動を活発化させている。その一環として、2012年8月から月に一回の労働相談を実施しており、年齢、雇用形態に関わりなく、労働紛争を解決しており、その中で訴訟や労働審判、団体交渉を使った解決も実績がある。